# Dittrichia viscosa
Dittrichia viscosa — вид квіткових рослин родини айстрові (Asteraceae).

## Опис
Це багаторічна трав'яниста деревна при основі рослина. Стебла до 150 см, прямостоячі або висхідні, розгалужені при основі. Листки чергові, довгасто-ланцетні, цілісні або зубчасті. Суцвіття — численні квіткові голови 10-20 мм, містять 6-8 мм квіточки, жовтувато-оранжеві. Плоди волохаті, від бежевого до коричневого. Цвіте і плодоносить з серпня по листопад (січень).

## Поширення
Північна Африка: Алжир; Єгипет; Лівія; Марокко; Туніс. Західна Азія: Кіпр; Єгипет — Синай; Ізраїль; Йорданія; Ліван; Сирія; Туреччина. Південна Європа: Албанія; Боснія і Герцеговина; Болгарія; Хорватія; Греція; Італія; Македонія; Чорногорія; Франція; Португалія [вкл. Мадейра]; Гібралтар; Іспанія [вкл. Канарські острови]. Натуралізований: Бельгія. Живе в канавах, на пустирях, кам'янистих пагорбах.

## Використання
Використовується в традиційній народній медицині проти малярії, захворювання сечовивідних шляхів, а також як в'яжучий засіб.

## Галерея

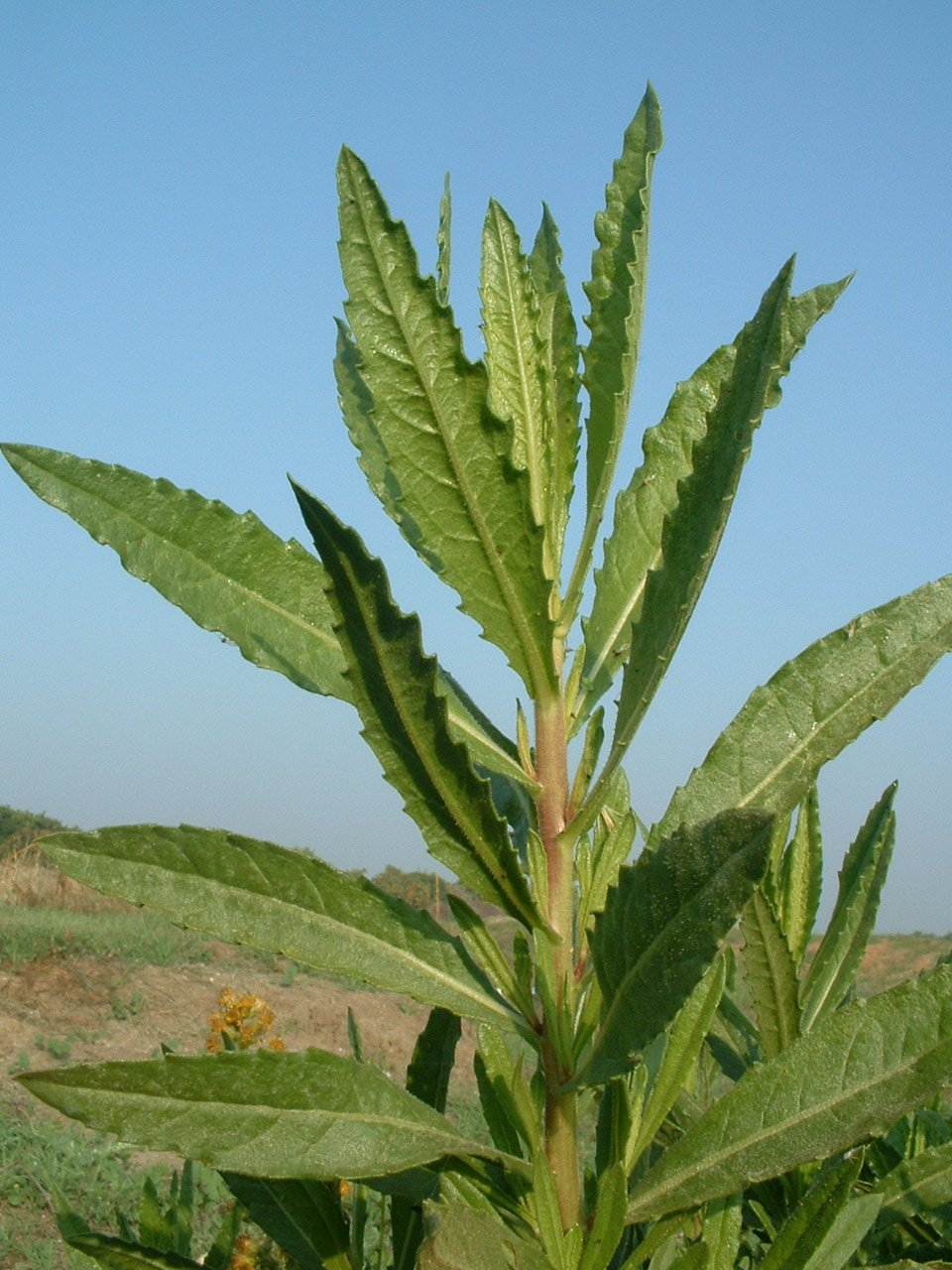
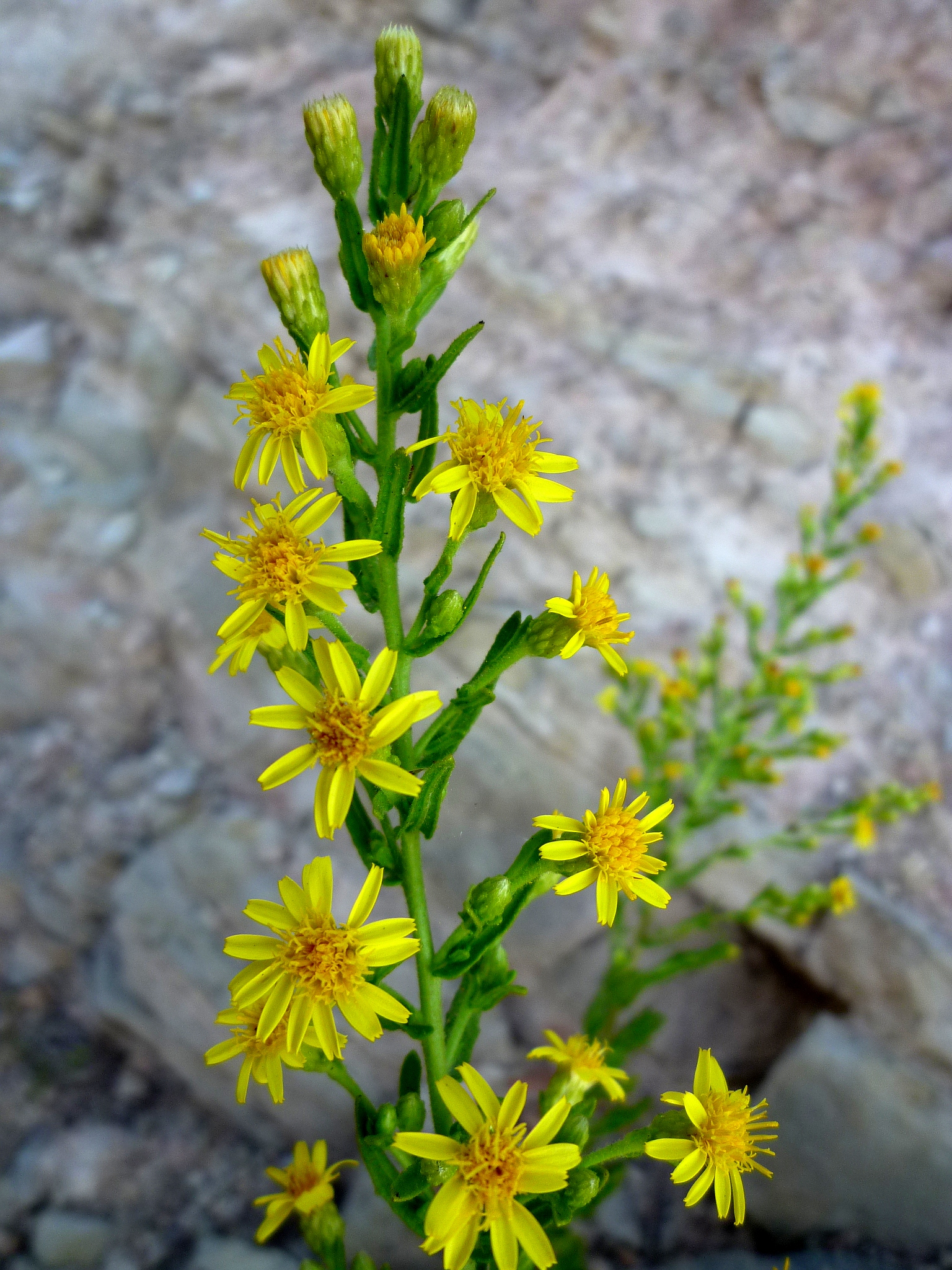
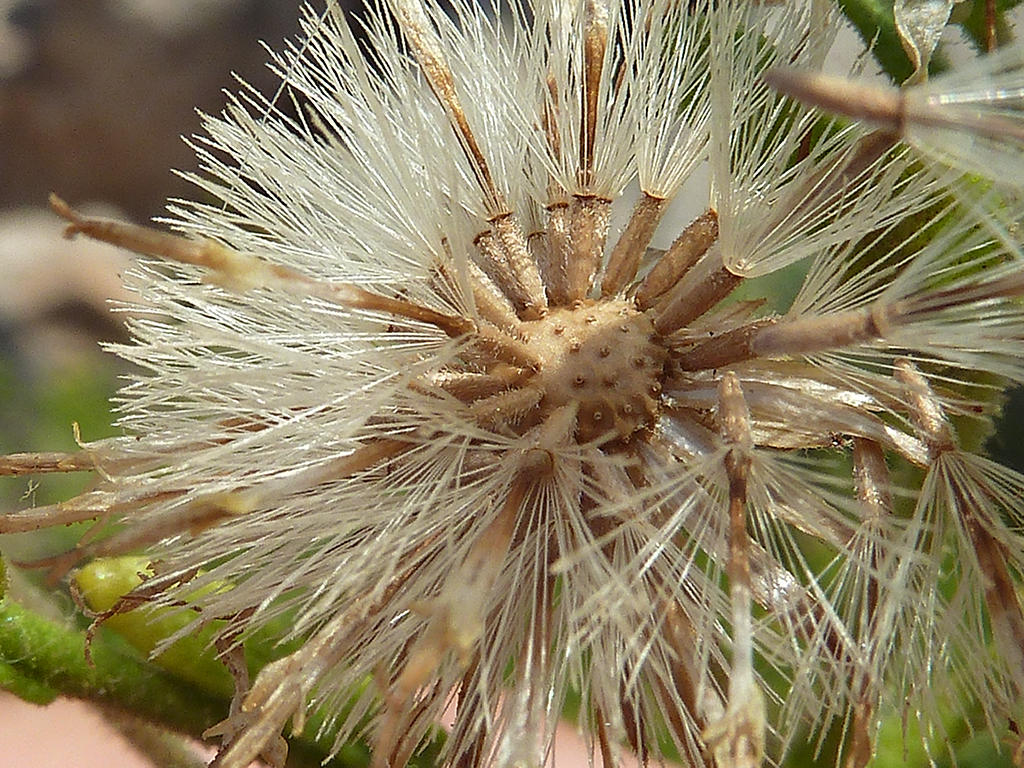
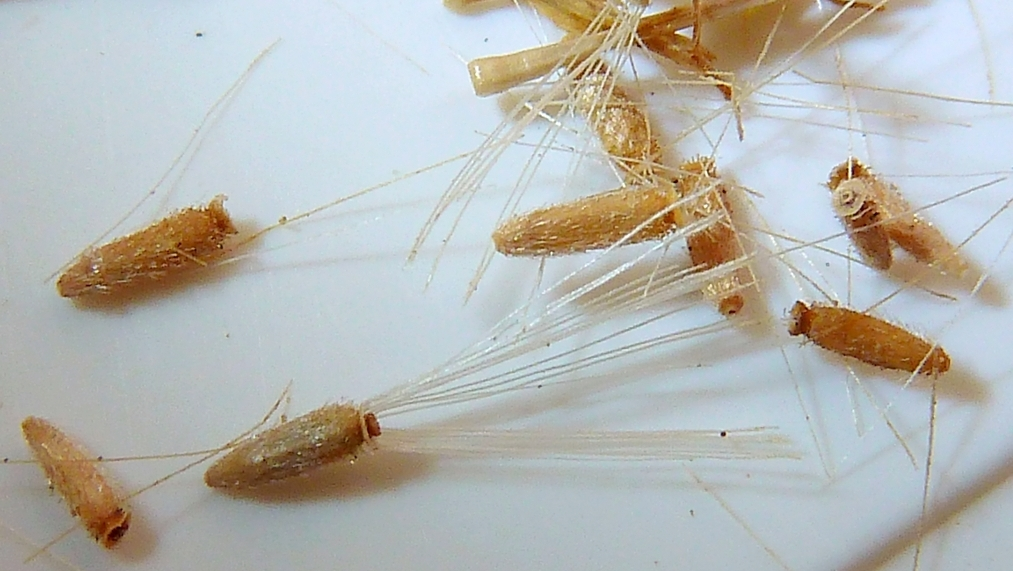

|  | Це незавершена стаття про айстрові. Ви можете допомогти проєкту, виправивши або дописавши її. |